# 호효훈
호효훈(1989년 3월 22일 ~ )은 대한민국의 배우이다.

## 학력
- 청량중학교
- 안양예술고등학교 연극영화과
- 중앙대학교 연극학과

## 출연 작품

### 드라마
- 《왕과 나》 (SBS, 2007년) - 어린 윤기현 역
- 《선덕여왕》 (MBC, 2009년) - 어린 알천 역
- 《SBS 스페셜 드라마다큐 - 하얀 블랙홀》 (SBS, 2014년) - 최강식 역
- 《아름다운 나의신부》 (OCN, 2015년) - 일진짱 역
- 《디 데이》 (JTBC, 2015년) - 정민철 역
- 《끝에서 두번째 사랑》 (SBS, 2016년) - 신입PD 역
- 《초인가족 2017》 (SBS, 2017년) - 친구 역
- 《시를 잊은 그대에게》 (tvN, 2018년)
- 《라이프》 (JTBC, 2018년
- 《크래시》 (ENA, 2024년) - 9화 콜뛰기 이병찬 역

### 영화
- 《장준환을 기다리며》 (2012년) - 효훈 역
- 《못》 (2014년) - 김현명 역
- 《특종: 량첸살인기》 (2015년) - 은행원 역
- 《소시민》 (2017년) - 박 순경 역

### 방송
- 《코이카의 꿈 - 페루》 (MBC, 2011년)

### 연극
- 《바다가 있는 풍경》 (2004년) - 상우 역
- 《갈매기》 (2012년) - 뜨레쁠레프 역
- 《한씨 연대기》 (2013년) - 한영덕 역
- 《헨리 4세》 (2016년) - 핫스퍼 역
- 《함익》 (2016년)
- 《십이야》 (2017년)
- 《왕위 주장자들》 (2017년)

### 뮤지컬
- 《웨스트 사이드 스토리》 (2006년) - 베르나르도 역
- 《문리버》 (2009년) - 에디 로즈 역
- 《프렌즈》 (2015년) - 종필 역
- 《여신님이 보고 계셔》 (2017년) - 조동현 역
- 《찰리찰리》 (2018년) - 피터 역